# Franz Goeschke
Franz Goeschke (auch: Göschke; * 3. Dezember 1844 in Köthen; † 19. Juni 1912 Bad Kissingen) war ein deutscher Botaniker und Mitarbeiter des Königlich Preußischen Pomologischen Instituts in Proskau. Er war unter anderem, wie sein Vater Gottlieb Göschke, Züchter verschiedener Erdbeersorten. Am bekanntesten wurde die von ihm entwickelte Erdbeersorte »Königin Luise« von 1905, die in der ersten Hälfte des 20. Jahrhunderts in deutschen Gärten und darüber hinaus angebaut wurde.

## Werdegang
Franz Goeschke wurde 1844 als erster von neun Nachkommen des Köthener Kunstgärtners Gottlieb Göschke (1818–1898), einem Pionier der Erdbeerzucht in Deutschland, geboren.
Franz Goeschke wurde im Mai 1874 Gartenbaudirektor am Königlich Preußischen Pomologischen Instituts in Proskau. Er züchtete mehrere verschiedene Erdbeersorten; die erfolgreichste benannte er nach der preußischen Königin Luise. Er befasste sich unter anderem auch mit Spargelzucht, Haselnüssen, Zierpflanzen und Dendrologie und publizierte zahlreiche Fachbücher und Aufsätze zu diesen Themen. Goeschke gehörte zu den Stamm-Autoren der von Eduard August von Regel begründeten Gartenbau-Fachzeitschrift „Gartenflora“.
1890 wurde Goeschke vom Obergärtner zum Garteninspektor befördert.
Insgesamt war Franz Goeschke mindestens 29 Jahre lang, von 1874 bis mindestens 1903, am Pomologischen Institut Proskau tätig.
Er soll zeitweilig auch dessen Leiter gewesen sein Dagegen sprechen jedoch Aussagen seiner Zeitgenossen, nach denen zunächst, von 1868 bis 1892, Gustav Stoll dieses Institut geleitet habe, anschließend sein Sohn Rudolf Stoll, dann der Oekonomierat Otto Schindler und schließlich, ab 1922, Heinrich Zeininger, der letzte Königliche Hofgartendirektor in Preußen.
Franz Goeschke starb 1912 im Alter von 68 Jahren als Königl. Preußischer Ökonomierat.

## Veröffentlichungen
- Die rationelle Spargelzucht. 1882.
- Die Haselnuss, ihre Arten und ihre Kultur. 1887.
- Das Buch der Erdbeeren, Praktische Anleitung zu ihrer Kultur im freien Lande wie auch zum Treiben in Kästen und Häusern nebst Beschreibung der Arten und Varietäten. 2. Auflage 1888.
- Eine Auswahl gefülltblühender Knollen-Begonien. In: Gartenflora. 37. Jahrgang, 1888, S. 256, https://archive.org/details/gartenflorazeit371888berl/page/256.
- Katechismus der Zimmergärtnerei. M. Hesse, 1890, 163 Seiten.
- Die 1. Schlesische Winter-Gartenbau-Ausstellung zu Liegnitz vom 22.–25. Februar 1890. In: Gartenflora. 39. Jahrgang 1890, S. 153, https://archive.org/details/mobot31753002325360/page/153.
- Ein Kulturversuch mit verschiedenen Salatsorten. In: Gartenflora. 1896, S. 149, https://archive.org/details/gartenflora45russ/page/148.
- Pinus Peuce Grisebach. Die Rumelische Kiefer. In: Gartenflora. 38. Jg., 1898, S. 338, https://archive.org/details/gartenflorazeit381889berl/page/338.
- Der Hausgarten auf dem Lande, Eine populäre Anleitung für Lehrer etc. zur Anlage, Bepflanzung und Pflege desselben. 1899. 2. Auflage Voigt, 1900. 6. Auflage, Leipzig 1912.
- Die Staudengewächse. Siegismund, 1899, 92 Seiten.
- Die ein- und zweijährigen Gartenpflanzen. In: Dr. Udo Dammer (Hrsg.): Gartenbau-Bibliothek. Band 6, Verlag von Karl Siegis, Berlin ca. 1899.
- Blütensträucher. K. Siegismund, 1900, 78 Seiten.
- Bunte Gehölze. Siegismund, 1900, 85 Seiten.
- Einfassungspflanzen. 1900.
- Meine Erfahrungen über das Verhalten ausländischer Gehölze im rauhen oberschlesischen Klima. In: Mitteilungen der Deutschen Dendrologischen Gesellschaft. Nr. 12, 1903, S. 75–80 (zobodat.at [PDF]).
- Einträgliche Spargelzucht. 1904.